# Sudhanvan
Sudhanvan (Sanskrit सुधन्वन् sudhanvan „Träger des vortrefflichen Bogens“) ist in der indischen Mythologie der Sohn des Saptarishi Angiras und Vater der drei Ribhus, Ribhu, Vaja und Vibhvan.

## Mythos
Im Mahabharata wird von einer Auseinandersetzung zwischen Sudhanvan und Virochana aus dem dämonischen Herrschergeschlecht der Daityas berichtet, in deren Zentrum Prahlada, der Vater Virochanas steht. Dabei geht es um den Vorrang von Brahmanen gegenüber Asuras und vor allem um Wahrhaftigkeit.
Virochana warb um die schöne Keshini und besuchte sie eines Tages. Zusammen mit ihm in einem Pavillon sitzend, fragte Keshini ihn, ob es möglich sei, dass Sudhanvan auf der gleichen Sitzbank wie er Platz nehmen würde. Virochana geht auf diese herausfordernde Frage ein und antwortet, er sähe keinen Grund, warum Sudhanvan nicht auf einer Bank neben ihm sitzen sollte, stammten doch die Daityas direkt von Brahma ab: „Wir, oh Keshini, sind die besten und höchsten aller Geschöpfe und ohne Zweifel gehört uns die Welt.“ Darauf antwortete Keshini, morgen würde Sudhanvan hier erscheinen und dann werde man ja sehen.
Als Sudhanvan anderen Tages erschien, weigerte er sich als Brahmane natürlich, mit Virochana auf gleicher Stufe bzw. gleicher Bank zu sitzen, worauf dieser ihn heftig schmähte. Sudhanvan antwortete, nur zwei Brahmanen gleichen Alters und gleichen Wissens, zwei Kshatriya, zwei Vaishya oder zwei Shudra können auf gleicher Höhe auf einer Bank sitzen, sonst keiner. Darauf forderte Virochana ihn zu einer Wette diese Frage betreffend heraus. Der Preis sollte, Gold, Vieh, Pferde, was immer sein. Solchen Preis lehnte Sudhanvan ab, vielmehr sollte jeder sein Leben wetten. Wer aber sollte Richter sein? Sudhanvan lehnte sowohl Götter als auch Menschen als Richter ab und schlug vor, Virochanas Vater, der für seine Wahrheitsliebe bekannte Prahladi, sollte der Richter sein. Virochana war damit zufrieden und beide begaben sich zu Prahladi. Dieser, von Sudhanvan in bildreicher Rede beschworen und auf die schrecklichen karmischen Folgen jeglicher Lüge verwiesen, muss zugeben, dass, so wie Angiras, der Vater des Sudhanvan, ihm übergeordnet sei, so sei Sudhanvan dem Virochana übergeordnet. So ist die Frage entschieden und Virochana hat sein Leben verspielt, Sudhanvan besteht aber nicht darauf, diese Schuld einzutreiben und begnügt sich damit, Virochana zu demütigen: dieser muss vor den Augen Keshinis ihm die Füße waschen, dann wird ihm das Leben geschenkt.